# 泰勒 (纽约州)
泰勒（英語：Taylor）是位于美国纽约州科特兰县的一个镇，地处科特兰县东部、科特兰市以东。2010年美国人口普查时，该镇有523人。泰勒镇1849年从梭伦镇分出，其名称来源于美国总统扎卡里·泰勒。